# Vickers MBT
Der Vickers MBT ist ein britischer Kampfpanzer aus den 1960er-Jahren, der vom Rüstungshersteller Vickers entwickelt und produziert wurde, ohne dass eine staatliche Ausschreibung stattfand.

## Geschichte
Der Vickers MBT (MBT: Main Battle Tank) wurde ursprünglich als Panzer für finanzschwache Staaten entwickelt, der vergleichsweise günstig und leistungsfähig sein sollte. Viele Baugruppen stammen von den Kampfpanzern Chieftain und Centurion. Die ersten beiden Prototypen des Vickers MBT Mk 1 wurden Anfang der 1960er-Jahre hergestellt. Einer dieser Prototypen wurde nach Indien geliefert, der andere verblieb im Vereinigten Königreich zu Testzwecken. Indien vereinbarte mit Vickers, dass der Panzer in Indien hergestellt wird, wo er unter der Bezeichnung Vijayanta seinen Dienst in der Indischen Armee versah. Im Jahr 1964 begann in England die Produktion und ein Jahr später, 1965, begann die Produktion in Indien. Weitere Abnehmer des Fahrzeugs waren Kuwait (1968) und Kenia (1977). Der Vijayanta wurde von der Indischen Armee um 1980 aus dem aktiven Dienst zurückgezogen und durch neue Panzer sowjetischer Bauart wie dem T-72 ersetzt.

## Beschreibung
Das Design des Vickers MBT ist konventionell, d. h. der Fahrer sitzt vorne rechts, der Kampfraum befand sich im Zentrum und der Motor war im Heck. Für den Nachtkampf konnte der Fahrer den Winkelspiegel gegen ein Nachtsichtgerät austauschen. Links neben dem Fahrer wurde Munition verstaut. Der Motorraum war mit einer Brandunterdrückungsanlage ausgestattet. Der Kommandant und Richtschütze saßen rechts neben der 105-mm-L7A1-Kanone – der Kommandant hinter dem Richtschützen. Der Ladeschütze saß links neben dem Geschütz. Der Kommandant hatte ein Periskop mit zehnfacher Vergrößerung zur Verfügung. Der Richtschütze nutzte ein Zielperiskop mit Fadenkreuz. Der Panzer ist ohne Vorbereitung watfähig und ist optional mit einer ABC-Schutzanlage ausgestattet.

## Ausführungen

### Mk. 1
Der erste Prototyp wurde im Jahr 1963 hergestellt und wog 38 Tonnen und war mit einer 105-mm-Kanone ausgestattet. Die Höchstgeschwindigkeit betrug 48 km/h. 70 dieser Kampfpanzer wurden an Kuwait verkauft. Auch Indien nutzte diesen Panzer. Allerdings war das indische Modell leicht modifiziert und wurde in Indien unter der Bezeichnung Vijayanta produziert.

### Mk. 2
Prototyp, der mit zwei Startrampen für die Panzerabwehrlenkwaffe Swingfire ausgestattet war.

### Mk. 3
Der Prototyp der Version Mk. 3 wurde 1975 fertiggestellt und unterschied sich kaum vom Mk. 1. Der Hauptunterschied lag in besseren Leistungswerten. Die Serienproduktion begann im Jahr 1978. Etliche Panzer wurden nach Kenia und Nigeria verkauft. Die Hauptbewaffnung bestand wieder aus einer 105-mm-Kanone. Die Höchstgeschwindigkeit betrug 50 km/h. Das Gefechtsgewicht lag bei 40 Tonnen. Zudem wurde die Flugabwehrpanzerversion Vickers Marksman entwickelt, die mit einem Marksman Gefechtsturm ausgerüstet wurde.

## Nutzerstaaten
Daten aus
- Indien – 1490 (lokale Bezeichnung Vijayanta)
- Kenia – 76
- Kuwait – 70
- Nigeria – 136
- Tansania – 4